# وصیت شفاهی
وصیّتِ شفاهی وصیت‌نامه‌ای است که به‌طور شفاهی در گفتار برای شهود بیان می‌شود؛ برخلاف معمول که وصیت‌نامه‌ها کتباً نگاشته می‌شود تا به عنوان سند اعتبار داشته باشد.

برابر قانون مدنی ایران، اثبات وصیت در صورتی ممکن است که وصیت نامه قانونی تنظیم شود، از احکام قانون امور حسبی و به ویژه ماده ۲۹۱ آن، بر می‌آید که وصیت شفاهی اعتبار ندارد و با شهادت نمی‌توان آن را اثبات کرد، مگر این که اشخاص ذی‌نفع به صحت وصیت اقرار کنند ولی، شورای نگهبان در نظر شماره ۲۶۳۹–۴/۸/۶۷ اعلام کرده است که ماده ۲۹۱ قانون امور حسبی بر خلاف موازین شرعی دین اسلام است. به نظر شورای نگهبان وصیت شفاهی با شهادت شهود اثبات‌شدنی است زیرا که نسخ مواد ۱۳۰۶و ۱۳۰۸ قانون مدنی در برابر قانون امور حسبی قانون عام، جدید است و با نسخ مواد آن قانون، قانون خاص (وصیت) نسخ نمی‌شود و باید به عنوان استثناء در کنار قانون عام حفظ شود.